# Trivelpiece Island
Trivelpiece Island ist eine kleine Insel im Palmer-Archipel westlich der Antarktischen Halbinsel. In der Wylie Bay der Anvers-Insel liegt sie nordöstlich von Halfway Island.
Das UK Antarctic Place-Names Committee benannte sie 1998 nach den Biologen Wayne Z. Trivelpiece (* 1948) und dessen Ehefrau Susan Green Trivelpiece, die gemeinsam über zwanzig Jahre lang die Vogelwelt der Antarktischen Halbinsel untersucht hatten.